# 中国政法大学人文学院
中国政法大学人文学院是中国政法大学实行院系调整后重组的一个学院，成立于2002年6月。学院涵括文、史、哲、艺、教育学五个一级学科门类和法学两个二级学科。
截至2024年12月，学院有教职员工94人，其中专任教师82人，教授23人（含终身教授1人）；副教授28人。
学院以“法大人文、人文法大”为办学理念，院训是“博文慎思 弘道立人”。
学院与意大利帕多瓦大学的哲学、社会学、教育学和应用心理学系（FISPPA）建立了交流合作关系。

## 下设系所
学院目前设有哲学系（哲学研究所、逻辑学研究所）、中文系（中文教研室）、历史研究所、艺术教育发展中心（艺术教研室）和法治文化研究所五个教学机构。曾设新闻系（现中国政法大学光明新闻传播学院）和马克思主义理论教研中心（现中国政法大学马克思主义学院）。

### 哲学系
中国政法大学的哲学教育可追溯至学校初建时期，北京政法学院初建的第一门教学课即为“辩证唯物主义”。其后，学校哲学教育机构历经理论辅导组、中共党史与哲学教研室、哲学教研室、政治学系哲学教研室。著名哲学家、逻辑学家和政治学家杜汝楫先生，著名诗人海子，学校终身教授、马克思主义哲学家李德顺先生先后在此工作任教。1985年，逻辑学专业获得了硕士学位授予权。2002年院系调整，将政治与管理学院的哲学教研室析出，分解为哲学教研室和逻辑学研究所，并入人文学院并成立哲学系。
哲学系下设哲学研究所、逻辑学研究所两个院级科研机构，系内师资还包括国际儒学院常任教师。以价值哲学、心灵哲学、儒家哲学（经学、理学）、佛教哲学等基础研究和法治文化、法律逻辑、政治哲学与法哲学、宗教与法律等交叉学科研究为研究特色。
哲学系下设哲学（拔尖创新人才培养实验班）和法学（哲学双学士学位项目）两个本科专业。哲学专业是国家级一流本科专业。除承担哲学专业培养任务外，还承担学校通识核心课程《西方文明通论》，以及通识主干课《中国哲学智慧》、《西方哲学智慧》等教学工作。
哲学系拥有一级学科博士、硕士学位授权点，下设马克思主义哲学、中国哲学、外国哲学三个博士招生专业，马克思主义哲学、中国哲学、外国哲学、逻辑学、宗教学、美学六个硕士招生专业。
逻辑学研究所还在法学学科下法学理论专业（法律逻辑方向）招收和培养硕士生。

### 中文系（中文教研室）
中文系源自2002年设立的文学与艺术教研室，2003年开始招收本科生。以文学与法律、语言与法律的交叉研究为办学特色。
中文系负责汉语言文学专业（北京市一流本科专业）本科生的培养，承担学校通识核心课程《中华文明通论》等教学工作。
负责中国语言文学一级学科硕士学位授权点研究生的培养，下设应用语言学、中国古代文学、中国现当代文学、文艺学、比较文学与世界文学五个二级招生专业。另负责教育学学科国际中文教育专业硕士点。

### 历史研究所
历史研究所成立于2003年，与京内外多家博物馆有合作关系。
研究所负责中国史学科研究生的培养。下设中国古代史、中国近现代史、历史文献学、专门史等硕士招生专业，另设有博物馆专业硕士学位点。

### 艺术教育发展中心（艺术教研室）
中国政法大学的艺术教育始于20世纪60年代初，在团委和基础部工作的艺术教师曾组建了运行多年的艺术团、书法班和戏剧社等艺术团体。2002年院系调整，在人文学院成立了艺术教研室。
教研室师资专业涉及中西艺术史论、声乐、器乐、舞蹈、绘画、书法、电影等方向，在学校开设艺术通识课程近40门，包括通识主干课程《中外音乐经典》《艺术修养与艺术鉴赏》等，覆盖音乐、绘画、书法、电影和美术史论鉴赏等多个中西方艺术门类，同时承担美学专业硕士研究生的培养工作。

### 法治文化研究所
研究所成立于2019年，负责法治文化专业的学科建设，教学科研及人才培养等工作。
“法治文化”是以中外法治理论与实践为对象，从人文社会科学的多维角度，针对法治建设的政治基础、文化背景、社会资源及生活样态等理论和现实问题，进行综合性、跨学科的理论与应用研究，重点是对法治社会、法治国家的形成和演进与一定文化传统、文化变迁之间相互关系的理论与实践问题的研究。
研究所负责法治文化专业硕、博士生培养，设有法治文化博士后流动站。

## 端升书院
中国政法大学端升书院，即“中国政法大学哲学基础学科拔尖学生培养基地”，成立于2021年。书院是配合哲学国家级一流本科专业建设，在中国政法大学探索现代书院制的重要机构。
书院以“端升”命名，是为了纪念中国政法大学（北京政法学院）首任校长钱端升。“端升”二字亦被解为“端行精进，如日之升”，是书院重要的办院理念。
作为学校“哲学基础学科拔尖学生培养基地”，书院目前由哲学系师生负责运营，主要面向哲学专业本科生，向学生开展各类主题研学、名师讲座、学术交流、国内游学、美育实践等活动。上述活动亦面向全校其他专业同学开放。
自建成以来，书院先后获评“教育部首批新文科研究与改革实践项目”、北京市高等教育“本科教学改革创新项目”，书院举办的文化活动亦获得一定的社会影响。